# Giuseppe Bacher
Giuseppe Bacher (Ponte Gardena, 29 settembre 1942) è un ex calciatore italiano, di ruolo difensore.

## Carriera
Ha giocato in Serie A ed in Serie B con Lecco e Mantova. In serie C con Bolzano, Solbiatese e Carpi. Conta 43 presenze in serie A e 137 in serie B. 

## Palmarès

### Club

#### Competizioni nazionali
- Serie B: 1

Mantova: 1970-1971
- Serie D: 1

Carpi: 1973-1974